# جورج جي. بارنارد
جورج جي. بارنارد (بالإنجليزية: George Gardner Barnard)‏ هو محامي وقاضي أمريكي، ولد في 19 يناير 1829، وتوفي في 27 يوليو 1879 بسبب اعتلال الكلية.